# Apterrinella
Apterrinella es un género de foraminífero bentónico de la subfamilia Calcivertellinae, de la familia Cornuspiridae, de la superfamilia Cornuspiroidea, del suborden Miliolina y del orden Miliolida. Su especie tipo es Tolypammina grahamensis. Su rango cronoestratigráfico abarca desde el Namuriense (Carbonífero superior) hasta el Jurásico medio.

## Discusión
Clasificaciones más recientes incluyen Apterrinella en la familia Calcivertellidae de la superfamilia Nubecularioidea.

## Clasificación
Apterrinella incluye a las siguientes especies:
- Apterrinella augustai †
- Apterrinella grahamensis †